# Comitê Nobel de Física

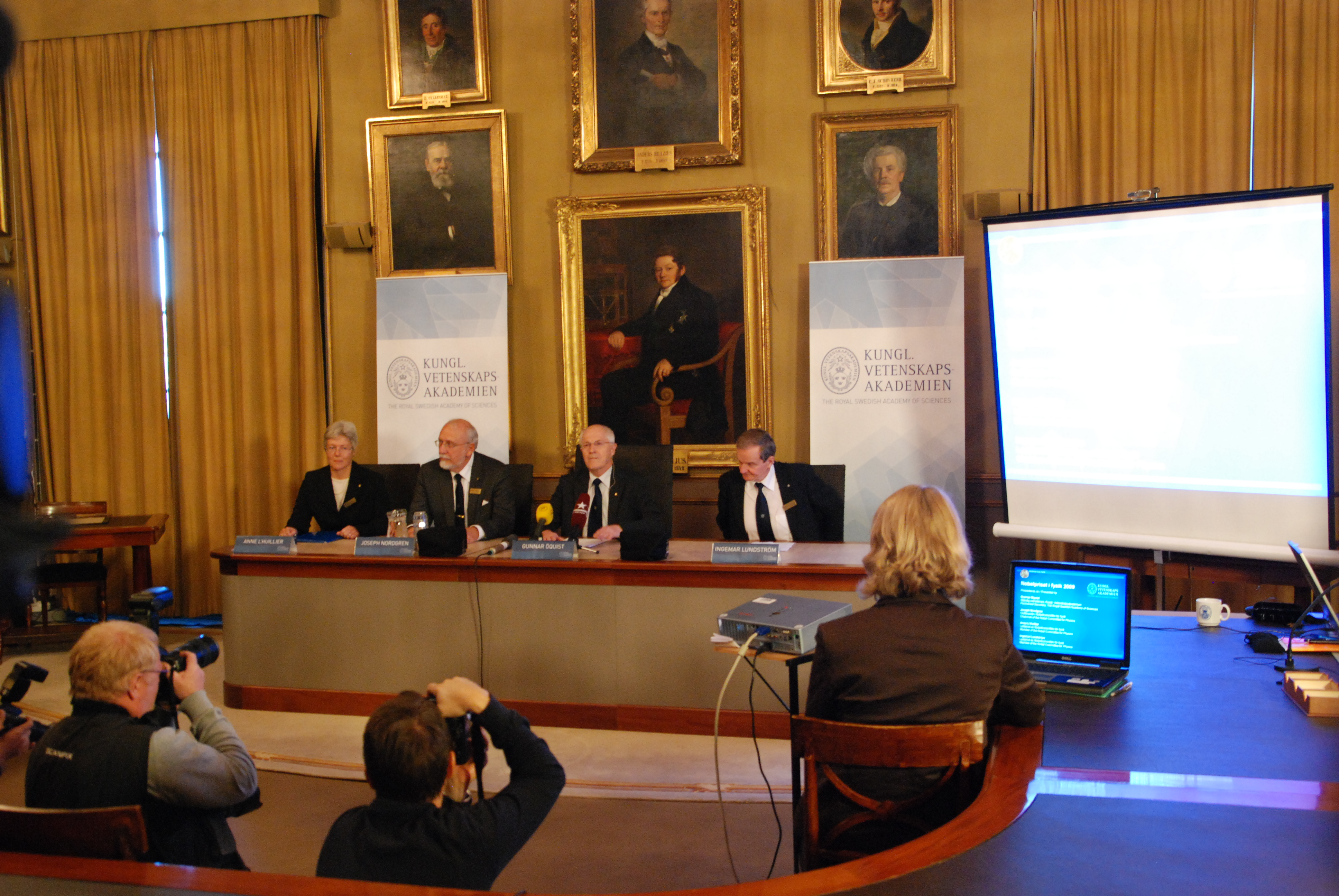
Anúncio do Nobel de Física de 2009. A partir da esquerda Anne L'Huillier, Joseph Nordgren, Gunnar Öquist e Ingemar Lundström.

O Comitê Nobel de Física (em inglês:  Nobel Committee for Physics) é o Comitê Nobel responsável pelo Nobel de Física. O comitê é indicado pela Academia Real das Ciências da Suécia. Consiste usualmente de professores de física da Suécia, membros da academia, embora a academia possa designar qualquer pessoa para integrar o comitê.
O comitê forma um corpo de tyrabalho com poder de decisão, sendo a decisão final para o Nobel de Física tomada pelo corpo integral da Academia Real das Ciências da Suécia, após uma primeira discussão do Corpo Acadêmico de Física.

## Membros atuais
Os membros atuais do comitê são:
- Ingemar Lundström, chairman
- Lars Brink
- Börje Johansson
- Björn Jonson
- Anne L'Huillier

## Secretário
O secretário participa das reuniões, mas não tem direito a voto, a não ser que seja também membro do comitê. Até 1973 o Comitê Nobel de Física e o Comitê Nobel de Química compartilhavam um mesmo secretário.
- Wilhelm Palmær, 1900–1926
- Arne Westgren, 1926–1943
- Arne Ölander, 1943–1965
- Arne Magnéli, 1966–1973
- Bengt Nagel, 1974–1988
- Anders Bárány, 1989–2003
- Lars Bergström, 2004–2012

## Membros anteriores
- Hugo Hildebrand Hildebrandsson, 1900–1910
- Robert Thalén, 1900–1903
- Klas Bernhard Hasselberg, 1900–1922
- Knut Ångström, 1900–1909
- Svante Arrhenius, 1900–1927
- Gustaf Granqvist, 1904–1922
- Vilhelm Carlheim-Gyllensköld, 1910–1934
- Allvar Gullstrand, 1911–1929
- Carl Wilhelm Oseen, 1923–1944
- Manne Siegbahn, 1923–1961 (chairman ?–1957)
- Henning Pleijel, 1928—1947
- Erik Hulthén, 1929–1962 (chairman 1958–1962)
- Axel E. Lindh, 1935–1960
- Ivar Waller, 1945–1972
- Gustaf Ising, 1947–1953
- Oskar Klein, 1954–1965
- Bengt Edlén, 1961–1976
- Erik Rudberg, 1963–1972 (chairman 1963–1972)
- Kai Siegbahn, 1963–1974 (chairman 1973–1974)
- Lamek Hulthén, 1966–1979 (chairman 1975–1979)
- Per-Olov Löwdin, 1972–1984
- A.M. Harun-ar-Rashid, 1972, 1986, 1993
- Stig Lundqvist, 1973–1985 (chairman 1980–1985)
- Sven Johansson, 1975–1986 (chairman 1986)
- Gösta Ekspong, 1975–1988 (chairman 1987–1988)
- Ingvar Lindgren, 1978–1991 (chairman 1989–1991)
- Carl Nordling, 1985–1997 (chairman 1992–1995)
- Bengt Nagel, 1986–1997
- Erik Karlsson, 1987–1998 (chairman 1997–1998)
- Cecilia Jarlskog, 1989–2000 (chairman 1999–2000)
- Tord Claeson, 1992–2000
- Mats Jonson, 1997–2005
- Sune Svanberg, 1998–2006
- Per Carlson, 1999–2007
- Lennart Stenflo, 2001–2006
- Joseph Nordgren, 2001-2009 (chairman 2008–2009)